# WWE Women’s Intercontinental Championship

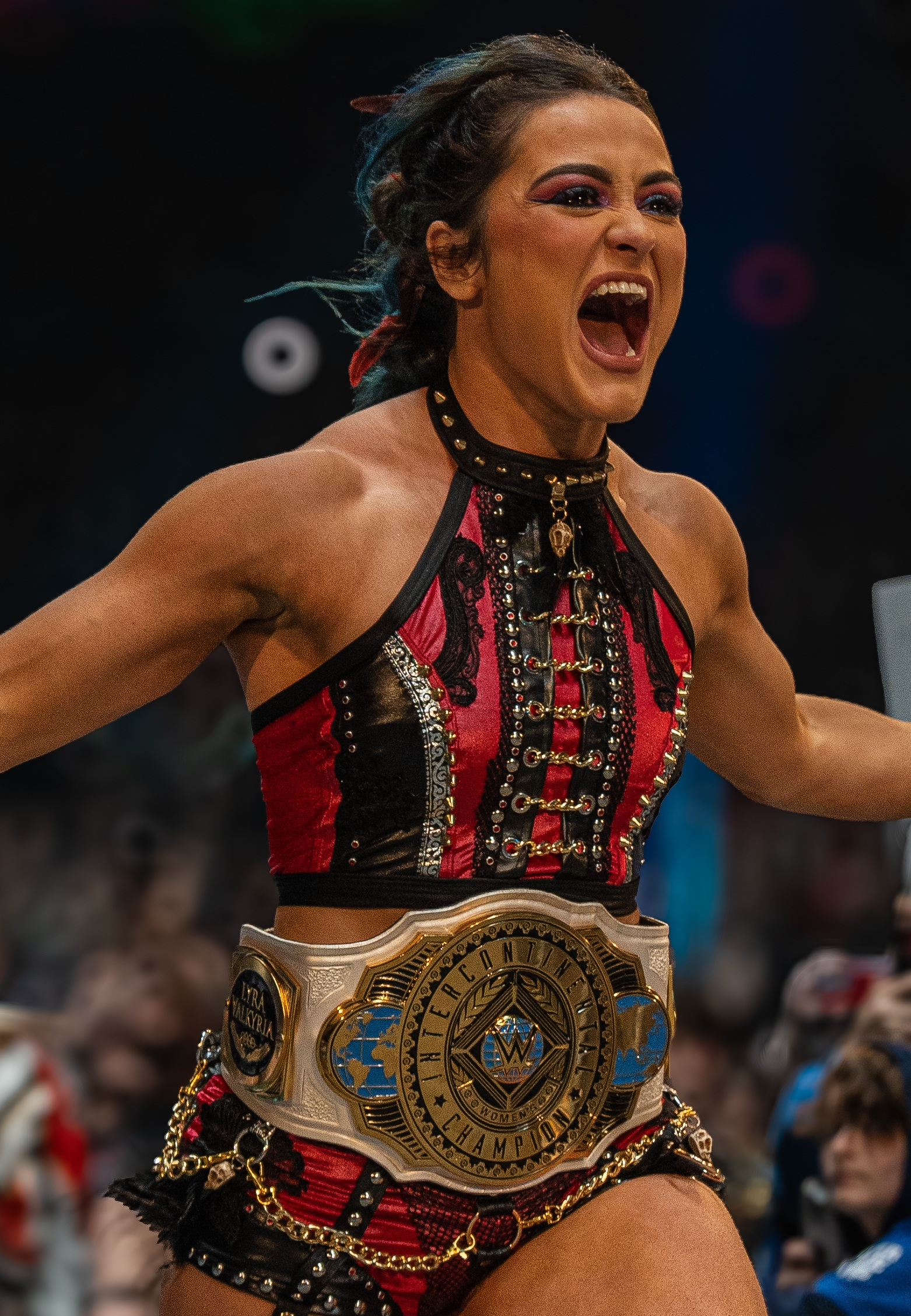
A legelső bajnok Lyra Valkyria

A WWE Women’s Intercontinental Championship pankrációs címet az amerikai World Wrestling Entertainment (WWE) cég birtokolja. Ez a WWE fő rosterének két másodlagos női címének egyike a WWE Women’s United States Championship mellett. 2024. november 25-én hozták létre, és a Raw-n védik meg. A 2025-ös bajnok a legelső uralkodásában járó Becky Lynch.

## Történelem
Az amerikai pankrációs céget, a WWE-t 1963-ban alapították, viszont egészen 2024 áprilisáig sosem volt egy másodlagos női bajnoki címe sem, amikor a WWE Women's North American Championship bemutatásra került. Ezt követte később a WWE Women's United States Championship 2024 novemberében a Smackdown branden. Később ugyanabban a hónapban, a november 25-i RAW-t megelőzően a brand vezetője Adam Pearce bemutatta a Női Interkontinentális Bajnoki Címet a női fő roster RAW-hoz tartozó pankrátorainak, az öv férfi megfelelőjének a mintáját követve.
A legelső Női Interkontinentális Bajnoki Címet egy 12 nőből álló tornán osztották ki, amit a WWE kreatívjának a feje, Triple H jelentett be, a tornában résztvevő hölgyek névsorával együtt. Az első körben 4 darab triple treath mérkőzésre került sor, amely mérkőzéseknek a győztesei néztek szembe egy az egy ellen az elődöntőkben, majd a döntőre a 2025. január 13-án megrendezett RAW adásán került sor. A torna bejelentett részvevői Dakota Kai, Shayna Baszler, Katana Chance, Zoey Stark, Raquel Rodriguez, Kayden Carter, Lyra Valkyria, Zelina Vega, Ivy Nile, Alba Fyre, Kairi Sane és Natalya voltak. A torna döntő január 13-án Valkyria legyőzte Kai-t, és ezzel ő lett a legelső bajnok. 

## Övdizájn
Az öv alapvető dizájnja megegyezik a bajnoki cím férfi megfelelőjével, viszont a többi női bajnoki cím mintáját követve méretben kisebb és fehér strappel rendelkezik, illetve az övön látható "Heavyweight" (nehézsúlyú) helyett a "Women's" (női) felirat szerepel. Mint ahogyan az összes többi WWE-s bajnoki cím esetében, ezen az övön is két kicsi side plate, amelyeknek a közepe kivehető, és helyettesíthető az aktuális bajnok logóival. Az alapvető sideplate-en a WWE logója található egy kék színű gömbön.

## Regnálások
- Lyra Valkyria

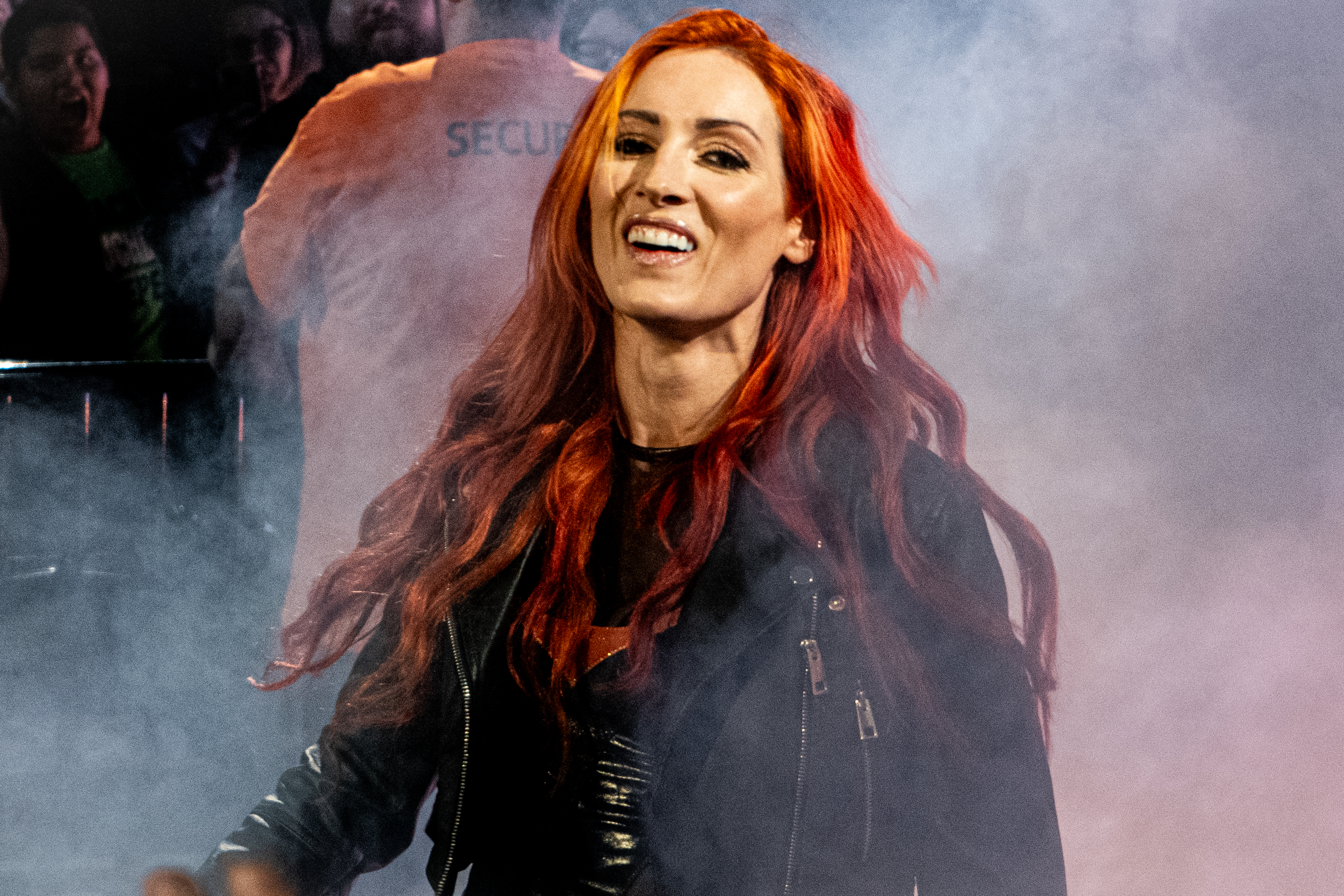
Becky Lynch

Miután megnyerte az eredeti Női Interkontinentális Bajnoki Cím tornát Lyra Valkyria, a bajnoki címét 145 (a WWE által 144-nek elismert) napig tudta megtartani, ami értelem szerűen jelenleg egyben a rekord hosszúságú regnálás is.
- Becky Lynch

A második és egyben jelenleg is regnáló bajnok Becky Lynch, aki Lyra Valkyria-t 2025. június 7-én győzte le a Money In The Bank gáláján. A meccs feltétele az volt, hogy ha Becky vereséget szenvedett volna, akkor többet nem hívhatta volna ki Lyra-t, ameddig az utóbbi még bajnok. Viszont mivel Lynch nyert, így Valkyria-nak el kellett ismernie a honfitársát a jobbik profi birkózónak azzal, hogy a megvívott mérkőzésük után magasba emeli riválisa kezét. A későbbiekben Lyra és Becky többször is találkoztak még, legutolsó egymás elleni mérkőzésüket a regnáláson belül a 2025-ös SummerSlam gálán vívták, ahol a meccs kikötése értelmében Valkyria vereségével az járt, hogy többször már nem hívhatta ki a veterán női birkózót az uralkodása alatt. Történelmi szempontból még érdemes megjegyezni, hogy ez volt a valaha volt első eset a WWE történelmében, hogy a cég bajnoki címei közül egynek a legelső két bajnoka is ír származású.
| # | Bajnok        | Dátum            | Esemény           | Város                  | A WWE által elismert napok |
| - | ------------- | ---------------- | ----------------- | ---------------------- | -------------------------- |
| 1 | Lyra Valkyria | 2025. január 13. | RAW               | San José (Kalifornia)  | 144                        |
| 2 | Becky Lynch   | 2025. június 7.  | Money In The Bank | Inglewood (Kalifornia) | Folyamatban lévő regnálás  |

## Fordítás
Ez a szócikk részben vagy egészben  a   WWE Women's Intercontinental Championship című angol Wikipédia-szócikk fordításán alapul.  Az eredeti cikk szerkesztőit annak laptörténete sorolja fel. Ez a jelzés csupán a megfogalmazás eredetét és a szerzői jogokat jelzi, nem szolgál a cikkben szereplő információk forrásmegjelöléseként.

## Tovább információk
- WWE Női Interkontinentális Bajnoki Cím regnálások eredeti jegyzete